# Новоніколаєвка (Асінівський район)
Новонікола́євка (рос. Новониколаевка) — село у складі Асінівського району Томської області, Росія. Адміністративний центр Новоніколаєвського сільського поселення.

## Населення
Населення — 925 осіб (2010; 1077 у 2002).
Національний склад (станом на 2002 рік):
- росіяни — 98 %